# Zingiber puberulum
Zingiber puberulum är en enhjärtbladig växtart som beskrevs av Henry Nicholas Ridley. Zingiber puberulum ingår i släktet Zingiber och familjen Zingiberaceae.

## Underarter
Arten delas in i följande underarter: